# Super NES Classic Edition
Super Nintendo Entertainment System: Super NES Classic Edition, известная как Nintendo Classic Mini: Super Nintendo Entertainment System в Европе и Австралии и Nintendo Classic Mini: Super Famicom (яп. ニンテンドークラシックミニ スーパーファミコン) в Японии — игровая приставка от компании Nintendo, которая эмулирует игры от Super Nintendo Entertainment System. Консоль, преемница NES Classic Edition, была анонсирована 26 июня 2017 года, и вышла 29 сентября того же года с 21 предустановленной игрой от SNES, в том числе с ранее не издававшейся игрой Star Fox 2.
13 декабря 2018 года Реджи Фис-Эме сообщил, что производство игровых приставок NES Classic Mini и SNES Classic Mini будет прекращено.

## Оборудование

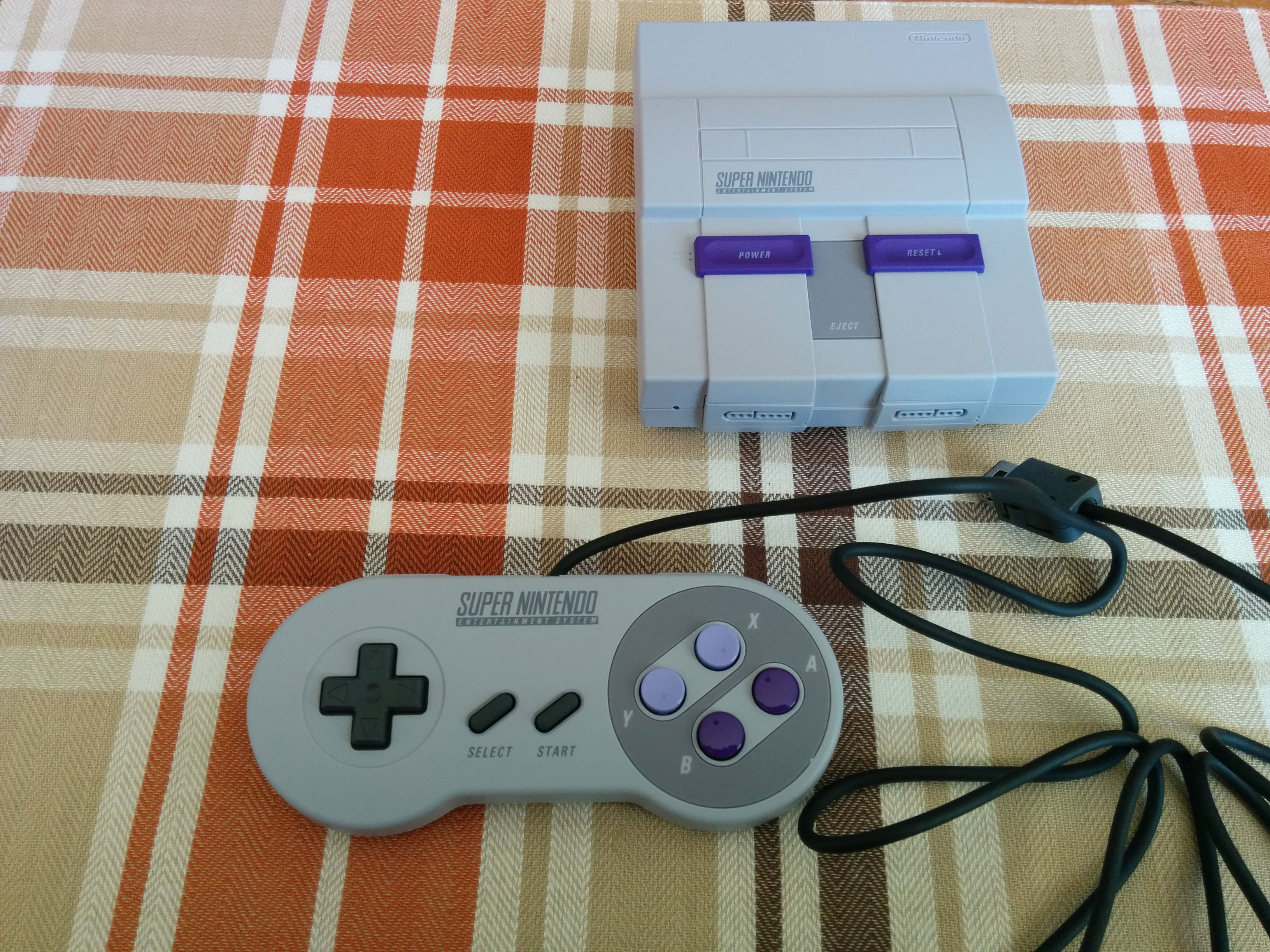
Внешний вид консоли, распространявшейся в Северной Америке

Консоль распространяется в трех вариациях, каждая с дизайном, соответствующему дизайну оригинальной консоли, выпущенной в Японии, Северной Америке и Европе соответственно. В то время как североамериканский релиз использует серо-пурпурный дизайн, версии для Японии и стран региона PAL основаны на скругленном дизайне Super Famicom, который изначально был выпущен в этих регионах.
Система имеет видеовыход HDMI и два порта для контроллеров; два проводных контроллера включены в комплекте с системой. Порты контроллеров скрыты за фальш-панелью, которая предназначена для сохранения оригинального облика SNES. Аналогично предшественнику, контроллеры имеют коннекторы, которые могут быть подключены к Wii Remote, и могут быть использованы чтобы играть в игры Super NES на Wii и Wii U Virtual Console. Wii Classic Controller также совместим с Super NES Classic Edition.
SNES Classic поставляется с двумя контроллерами с кабелями длиной в полтора метра.

## Прием
21 июля 2017 года, консоли по ошибке были выставлены для предварительного заказа у Walmart в США из-за «технического сбоя», и позднее все предварительные заказы были отменены 26 июля, что вызвало широкую критику среди игровой прессы. PC Magazine назвал ситуацию очень плохой и заявил, что будущая доступность консоли не выглядит хорошей. USGamer назвало попытки получить SNES Classic «кошмарным пробуждением» и заявило что доступность, вероятно, будет столь же низкой как у NES Classic. GameSpot заявил, что от Nintendo поступило «до обидного мало информации» о том, когда будут доступны предварительные заказы. В Nintendo не дали никаких комментариев по поводу сложившейся ситуации.
Nintendo была подвергнута критике за плохую доступность NES Classic Edition, продажи которой составили 2,3 млн единиц в период с ноября 2016 по апрель 2017, будучи неподготовленной к большой популярности консоли. С анонсом Super NES Classic Edition, в Nintendo заявили, что собираются выпустить «значительно больше» единиц чем у предыдущей консоли, но и предупредили, что они планируют выпускать экземпляры с сентября до конца 2017 года, и не могут обещать дальнейшие поставки в 2018 году.
22 августа 2017 года предзаказы официально открылись у нескольких крупных ритейлеров, в результате чего многие их сайты упали под нагрузкой прежде чем клиенты смогли купить систему, а также в физических магазинах GameStop в ограниченном объёме, которые были быстро раскуплены по принципу «первый пришел, первый обслужен». Сайт Target «сглючил», удалив экземпляры из корзины пользователей, а предварительные заказы у Walmart были проданы менее чем за минуту. Это привело к тому, что Nintendo of America подверглась критике за «неумелый» запуск, и что они поспособствовали «хаотической» ситуации.
Polygon также обнаружил, что бот Tai Ding был использован для быстрого предзаказа систем прежде чем люди получили шанс заказать их, и который удался из-за отсутствия капчи на сайтах. Спекулянты позднее заполнили eBay лотами с предзаказом консоли, некоторые с надбавками более чем 300 %.
Реджи Филс-Эме заявил в сентябре 2017, что люди не должны покупать предварительные заказы SNES Classic у спекулянтов, и отметил что консоль будет широко доступна. Он также заявил, что компания не пытается создать искусственный дефицит, заявив, что проблемы с предзаказом были «вне нашего контроля». Также в Nintendo позднее заявили, что поставки SNES Classic будут в гораздо большем количестве чем NES Classic, и что они будут продолжаться и в 2018 году.
Игровая консоль заняла 6-е место в рейтинге технических новинок 2017 года, составленным американским журналом Time. Опередив, среди прочих, Xbox One X.

## Игры
Микроконсоль содержит 21 встроенную игру, среди которых присутствует Star Fox 2, сиквел к Star Fox, который был отменен перед самым концом своей разработки в 1995 году; в то время как Nintendo никак не прокомментировало отмену, разработчик игры Дилан Катберт сказал, что в Nintendo беспокоились о том, как игра Star Fox 2 будет выглядеть по сравнению с аналогичными играми на более продвинутых консолях PlayStation и Sega Saturn. Игроки могут разблокировать доступ к игре Star Fox 2 на SNES Classic, пройдя первый уровень игры Star Fox.
Несмотря на то, что корпуса разные, обе западные версии микроконсоли используют идентичное программное обеспечение, и включенные игры основаны на своих оригинальных американских локализациях, работающих на 60 Гц, как и у NES Classic Edition. Соответственно, игры, которые изначально имели другие названия в PAL регионах теперь используют американские названия, такие как Contra III: The Alien Wars (изначально Super Probotector: Alien Rebels в PAL регионах), Star Fox (изначально Starwing) и Kirby Super Star (изначально Kirby’s Fun Pak).
| Название                                     | Год выпуска   | Япония | США/Европа | Разработчик         |
| -------------------------------------------- | ------------- | ------ | ---------- | ------------------- |
| Contra III: The Alien Wars                   | 1992          | Да     | Да         | Konami              |
| Donkey Kong Country                          | 1994          | Да     | Да         | Nintendo            |
| Final Fantasy VI                             | 1994          | Да     | Да         | Square              |
| F-Zero                                       | 1990          | Да     | Да         | Nintendo            |
| Kirby Super Star                             | 1996          | Да     | Да         | Nintendo            |
| The Legend of Zelda: A Link to the Past      | 1991          | Да     | Да         | Nintendo            |
| Mega Man X                                   | 1993          | Да     | Да         | Capcom              |
| Secret of Mana                               | 1993          | Да     | Да         | Square              |
| Star Fox                                     | 1993          | Да     | Да         | Nintendo            |
| Star Fox 2                                   | не издавалась | Да     | Да         | Nintendo            |
| Super Ghouls 'n Ghosts                       | 1991          | Да     | Да         | Capcom              |
| Super Mario Kart                             | 1992          | Да     | Да         | Nintendo            |
| Super Mario RPG: Legend of the Seven Stars   | 1996          | Да     | Да         | Nintendo            |
| Super Mario World                            | 1990          | Да     | Да         | Nintendo            |
| Super Mario World 2: Yoshi’s Island          | 1995          | Да     | Да         | Nintendo            |
| Super Metroid                                | 1994          | Да     | Да         | Nintendo            |
| EarthBound                                   | 1995          | Нет    | Да         | Nintendo            |
| Kirby's Dream Course                         | 1995          | Нет    | Да         | Nintendo            |
| Street Fighter II Turbo: Hyper Fighting      | 1993          | Нет    | Да         | Capcom              |
| Super Castlevania IV                         | 1991          | Нет    | Да         | Konami              |
| Super Punch-Out!!                            | 1994          | Нет    | Да         | Nintendo            |
| Fire Emblem: Mystery of the Emblem           | 1994          | Да     | Нет        | Nintendo            |
| The Legend of the Mystical Ninja             | 1991          | Да     | Нет        | Konami              |
| Panel de Pon                                 | 1995          | Да     | Нет        | Nintendo            |
| Super Soccer                                 | 1991          | Да     | Нет        | Human Entertainment |
| Super Street Fighter II: The New Challengers | 1994          | Да     | Нет        | Capcom              |